# Who Is It (låt av Michael Jackson)
Who is It är en hit av sångaren Michael Jackson från densammes album Dangerous från 1991.
Sången handlar om en kvinna som lämnat låtens huvudperson och hennes undran om vem det är som hon nu är tillsammans med (Is it my brother? Is it a friend of mine?)

## Titellista

### Storbritannien
1. Who Is It (The most patient mix) 7:44
2. Who Is It (IHS mix) 7:58
3. Don't Stop 'Til You Get Enough (Roger's u-ground solution mix) 6:22

### USA
1. Who Is It (Oprah Winfrey special Intro) 4:00
2. Who Is It (Patience edit) 4:01
3. Who Is It (House 7") 3:55
4. Who Is It (Brother's in rhythm house mix) 7:13
5. Beat It (Moby's sub mix) 6:11

## Liveframträdanden
- - Under Michael Jacksons intervju med Oprah Winfrey 1993 framfördes en kort bit av "Who is It" acapella med ett beatbox från Michael Jacksons sida.